# Sarosa albraamea
Sarosa albraamea là một loài bướm đêm thuộc phân họ Arctiinae, họ Erebidae.